# Frommia
Frommia es un género monotípico de plantas de la familia de las apiáceas. Su única especie: Frommia ceratophylloides. Es originaria de Tanzania, Malaui y Zambia.

## Descripción
Es una planta herbácea que alcanza un tamaño de 1 m de altura, con un rizoma leñoso robusto. Base del tallo con fibras persistentes  de restos de antiguas bases foliares. Tallo cilíndrico, hueco, púrpura hacia la base, con estrías finas. Hojas de 10-12 cm de largo, más o menos glabras, en su mayoría agrupadas cerca de la base del tallo, finamente divididas, regular, en segmentos lineales 2-5 × 0,5 mm. Inflorescencia escasamente ramificada, con pedúnculos glabros a pubérulos de hasta 18 cm de largo, teniendo cada uno una umbela terminal y 2 laterales más pequeñas, sobre pedúnculos secundarios.  Pétalos amarillos, con ápices fuertemente inflexos. Fruto 3 × 2 mm, ovoide, de color marrón oscuro en la madurez, un poco estrecho en la comisura, apenas comprimido, cóncava en la cara comisural.

## Taxonomía
Frommia ceratophylloides fue descrita por Karl Friedrich August Hermann Wolff y publicado en Botanische Jahrbücher für Systematik, Pflanzengeschichte und Pflanzengeographie 48: 266. 1912.